# Leves instrucciones
«Leves instrucciones» es una canción compuesta por los músicos argentinos Luis Alberto Spinetta y Emilio del Guercio e interpretada por Almendra en el álbum doble Almendra II de 1970, segundo y último de la banda. El álbum fue calificado por la revista Rolling Stone y la cadena MTV como #40 entre los cien mejores discos de la historia del rock nacional argentino.
Almendra estuvo integrada por Luis Alberto Spinetta (primera voz y guitarra), Edelmiro Molinari (voz, primera guitarra y órgano), Emilio del Guercio (voz, bajo, órgano y piano) y Rodolfo García (voz y batería). En el tema la primera voz es de Emilio del Guercio.

## Contexto
En 1970 el mundo sufría la Guerra Fría. Argentina vivía bajo una dictadura que había disuelto todos los partidos políticos y que buscaba garantizar la alineación de la Argentina con los Estados Unidos en aquella confrontación global. Tres años antes el Che Guevara había sido asesinado mientras organizaba un movimiento guerrillero en Bolivia. En Argentina desde el año anterior habían comenzado a producirse levantamientos populares insurreccionales como el Rosariazo y el Cordobazo, con participación masiva de la juventud, que se había convertido en esos años en un sujeto histórico novedoso. Ese año aparecerían las dos grandes organizaciones guerrilleras que actuaron en el país, Montoneros -de tendencia peronista- y el Ejército Revolucionario del Pueblo (ERP) -de tendencia marxista-.  
Almendra, banda liderada por Luis Alberto Spinetta, apareció en 1969, renovando radicalmente la música popular argentina y latinoamericana, especialmente el rock cantado en español. Junto a Los Gatos -banda precursora- y Manal, Almendra es considerada parte del trío fundador del "rock nacional", como se conoció en Argentina ese movimiento musical, generacional y cultural.
Al finalizar 1969 Almendra publicó un álbum revolucionario sin título, con un dibujo caricaturizado de un extraño hombre en la tapa, conocido luego como Almendra I, que alcanzó un éxito histórico. Prácticamente todos los temas de ese álbum se volvieron clásicos del rock nacional ("Plegaria para un niño dormido", "Ana no duerme", "Fermín", "A estos hombres tristes", "Color humano", "Figuración") y por sobre todos ellos "Muchacha (ojos de papel)", que se convirtió en un hit histórico, mantenido a través de las décadas.
Convertidos en estrellas de rock, Almendra encaró 1970 con el proyecto de preparar una ópera rock. Sin embargo, las presiones de la fama y las diferencias entre los proyectos musicales de sus integrantes, produjeron una crisis interna del grupo que llevó a la sorpresiva separación de la banda en septiembre de 1970.
Ya separados, a fines del año 1970, con material grabado entre julio y octubre, lanzaron Almendra II, un álbum doble completamente diferente de Almendra I, mucho más roquero y psicodélico, influido por el consumo de LSD, que muestra los diferentes enfoques de los miembros de la banda y la necesidad de experimentación que sentían.

## El tema
El tema es el 18º tema, octavo del Disco 2 (cuarto del Lado B) del álbum doble Almendra II. Se trata de "una solemne balada de piano acompañada de una triste melodía y una letra extremadamente surrealista". El tema es cantado por Emilio del Guercio con coros del resto de la banda y finaliza con una explosión.
El título no parece relacionarse con la letra, del mismo modo que la idea de levedad no parece relacionarse con el concepto de instrucción. El tema tiene una letra muy breve, organizada en dos estrofas. En la primera el narrador instruye" a un "ave de salón de turno", para que vaya a él: 

Deberás,
ave salón de turno
venir a mí...
"Leves instrucciones" (fragmento)

En la segunda estrofa, simplemente expresa su deseo de "ver tus pantallas o cualquier cosa que me digas".
Spinetta cuenta en Martropía que cuando escribió esa letra estaba bajo los efectos del LSD:

- ¿Las experiencias con ácido lisérgico (LSD) influyeron en vos, en tus composiciones del segundo disco de Almendra?
Sí. Yo era el único que tomaba ácido y muchos temas del segundo disco los compuse así. "Deberás, ave salón de turno, venir a mí, quiero ver tus pantallas o cualquier cosa que me digas". Almendra rompía ahí con muchas estructuras en la temática... Si el ácido influyó en la creación. En las fotos del interior de Almendra II, donde yo tenía puesta una vincha de cadenita en el pelo, que casi no se ve, bueno ahí estaba en "pepas" a lo bobo en plena grabación...  Las transformaciones se iban dando en mi porque acababa de abandonar la pubertad. Fue una etapa de cambio muy fuerte y estar en un grupo así, en ese mundo, me fue cambiando día a día. Yo salía del San Román (el colegio secundario) y Los Beatles eran mi modelo. Yo tenía una actitud de búsqueda, de buscar dentro de mi, no de drogón. Tenía fatos que me habían quedado de la religión, trabas de las que me pude desprender. Mal o bien me saqué varias capas de empapelados que tenía encima. No digo que llegué al fondo porque creo que a uno no le alcanza la vida para eso. Pero agradezco esas decisiones un poco incautas que tomé, aunque también reconozco que tuve un ángel que no me permitió caer en un verdadero peligro.
- Alguna vez viviste una situación de riesgo estando en ácido?
No. Nunca pasó nada grave. Iba a tocar en ácido pero seguía siendo bastante profesional, nadie se daba cuenta de nada. Nunca más en mi vida volví a tomar ácido. Era bastante riesgoso porque se te podía arruinar el balero tranquilamente. Y no se si no me lo arruinó.